# Francisco Antonio Mourelle de la Rúa
Francisco Antonio Mourelle de la Rúa (Corme, la Corunya, 1750 - Cadis, 1820), fou un navegant gallec que va descobrir algunes de les illes Tonga. En la documentació francesa i anglesa de l'època el seu nom es va canviar a Maurelle.
Francisco Mourelle va néixer el 17 de juliol del 1750 a San Adrián de Corme, avui en el municipi de Ponteceso de la província de la Corunya. Es va formar en l'acadèmia de pilots de Ferrol.

## Costa nord-oest americana
El 1775 és nomenat primer pilot del port de San Blas, a la costa oest de Mèxic. Va participar en dues expedicions, com a pilot de Juan Francisco de la Bodega y Quadra, d'exploració de la costa oest d'Amèrica del Nord. En la primera, a bord del Sonora, prenen possessió de Puerto Trinidad (Trinidad Bay, a Califòrnia), Puerto de Bucareli (Bucarili Sound, a Alaska) i Puerto de los Remedios (Sea Lion Bay, a Alaska). Mourelle va destacar per les descripcions del seu diari que va sortir publicat en anglès i fou utilitzat per James Cook i Jean-François de La Pérouse.
El 1779 és segon oficial de la Favorita, amb de la Bodega, i arriben fins a Isla de Carmen (Kayak Island, a Alaska).

## Illes del Pacífic
És destinat a Manila i el governador li confia el comandament de la fragata Princesa. Parteix el 30 de novembre del 1780 cap a Mèxic, però els forts vents el desvien de la ruta tradicional de Manila a Acapulco, i decideix anar cap a llevant pel Pacífic Sud.
Va passar per les illes Carolines, l'arxipèlag de Bismarck (illes de l'Almirallat i Nova Irlanda) i les illes Salomó. Al nord de Nova Irlanda va descobrir diverses illes menors: Isla Ermitaño (avui Emirau), San Francisco (avui Simberi), San José (avui Mabua) i San Antonio (avui Tabar). A les illes Salomó passa per El Roncador (Ontong Java).
El 26 de febrer del 1781 va arribar a les illes Tonga en condicions precàries. La primera illa la va anomenar Amargura (Fonualei), ja que no hi va trobar avituallament. Va passar pel volcà Latte (Late) fins a arribar a Puerto Refugio (avui Port of Refuge) de l'illa Mayorga (Vava'u). Va anomenar al grup illes Mayorga (Vava'u Group) en honor del virrei de Nova Espanya, el barceloní Martí de Mayorga.
Després de setze dies van seguir cap al sud-oest on va descobrir uns volcans, Consolación (Toku) i Culebras (Fonuafo'ou), i algunes illes menors al grup Ha'apai que va anomenar illes Gálvez en honor de José de Gálvez, ministre d'Índies.
Un cop arribat als 30º de latitud sud, va tornar a Tonga i seguint cap al nord-est va descobrir Isla del Cocal (Nanumaga) i San Agustín (Nanumea) a les illes Ellice, avui Tuvalu. Va decidir tornar per la ruta tradicional del Pacífic Nord. Després d'aturar-se a Guam, va arribar a San Blas el 27 de setembre del 1781.

## Guerres Napoleóniques
Mourelle va tornar a Espanya i va exercir, des del 1797, el comandament al port d'Algesires des d'on va combatre les naus angleses durant les Guerres Napoleòniques. En total va participar en 40 combats navals fent-se amb 16 naus enemigues, però va patir la derrota de la batalla de Trafalgar. Va morir el 24 de maig del 1820 a Cadis.